# Medebach
Medebach is een stad en gemeente in de Duitse deelstaat Noordrijn-Westfalen, gelegen in de Hochsauerlandkreis. De gemeente telt 7.987 inwoners (31 december 2020) op een oppervlakte van 126,05 km². Naburige steden zijn onder andere Arnsberg, Bestwig, Brilon en Winterberg. Medebach was lid van  het Hanzeverbond.

## Stadsdelen
- Berge
- Deifeld
- Dreislar
- Düdinghausen
- Küstelberg
- Medelon
- Oberschledorn
- Referinghausen
- Titmaringhausen
- Wissinghausen

## Economie
In de stad ligt het bungalowpark Park Hochsauerland van de keten Center Parcs. Het werd in 1995 geopend.

## Foto's

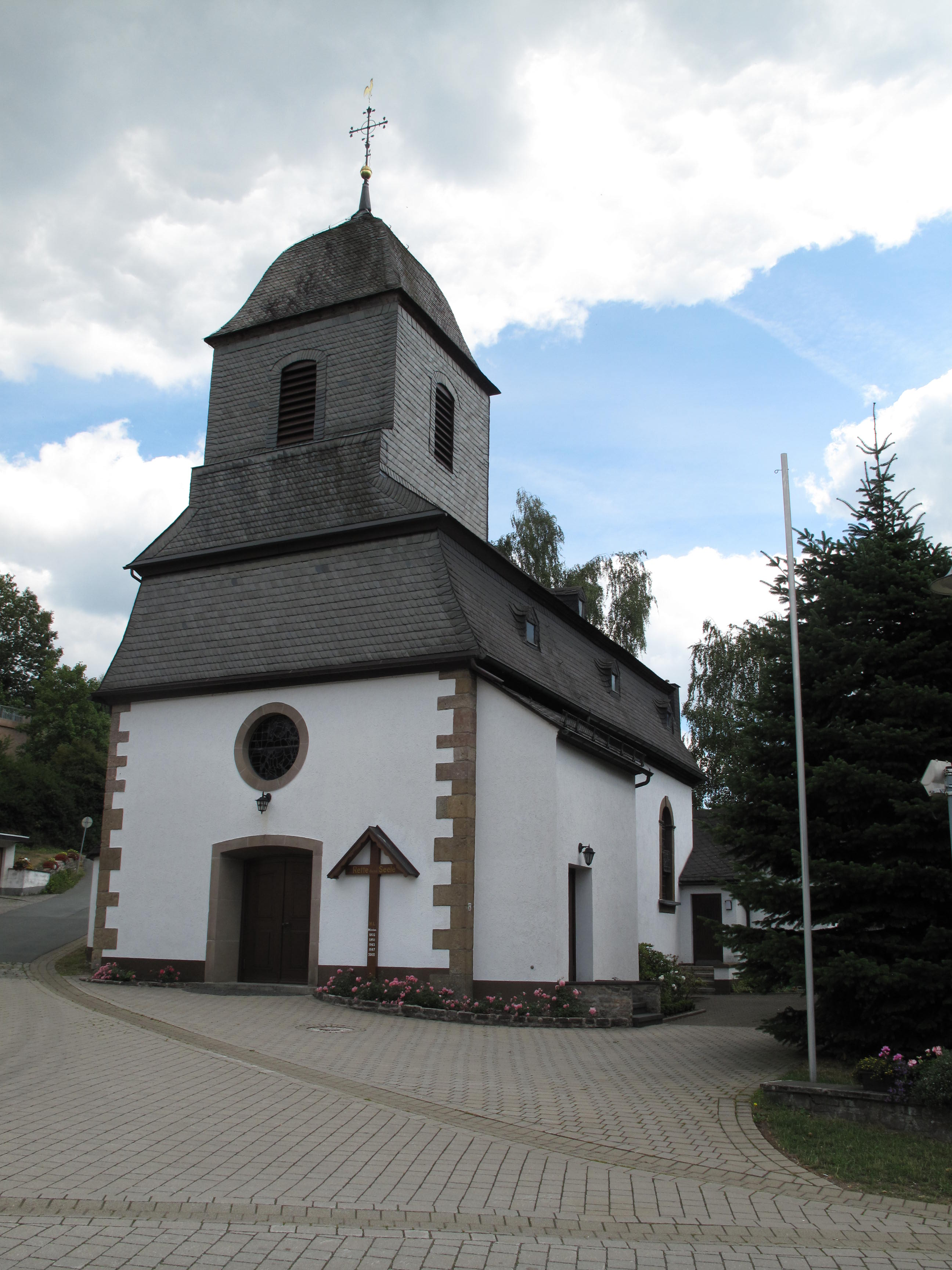
Referinghausen, kapel
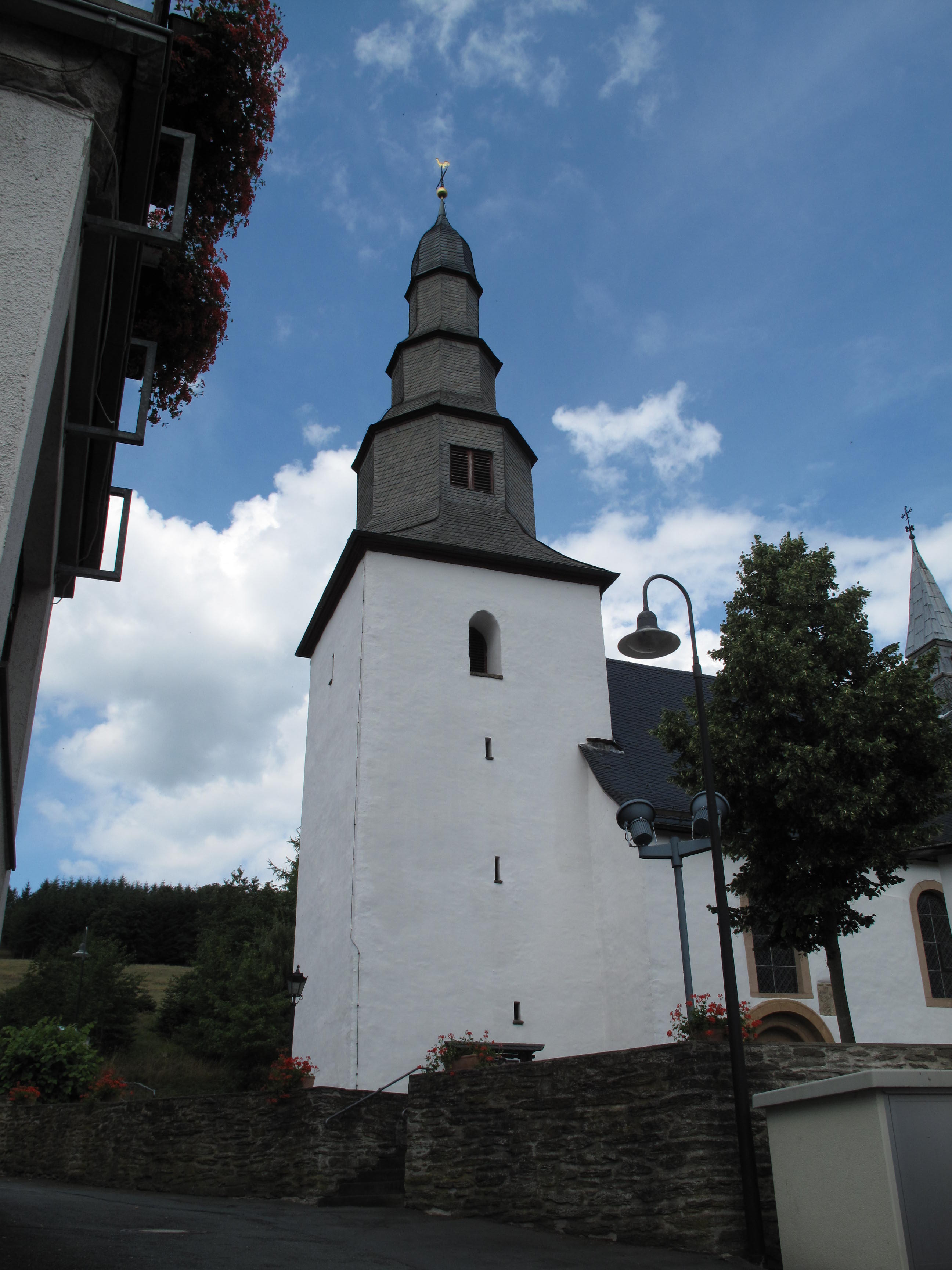
Deifeld, kerk
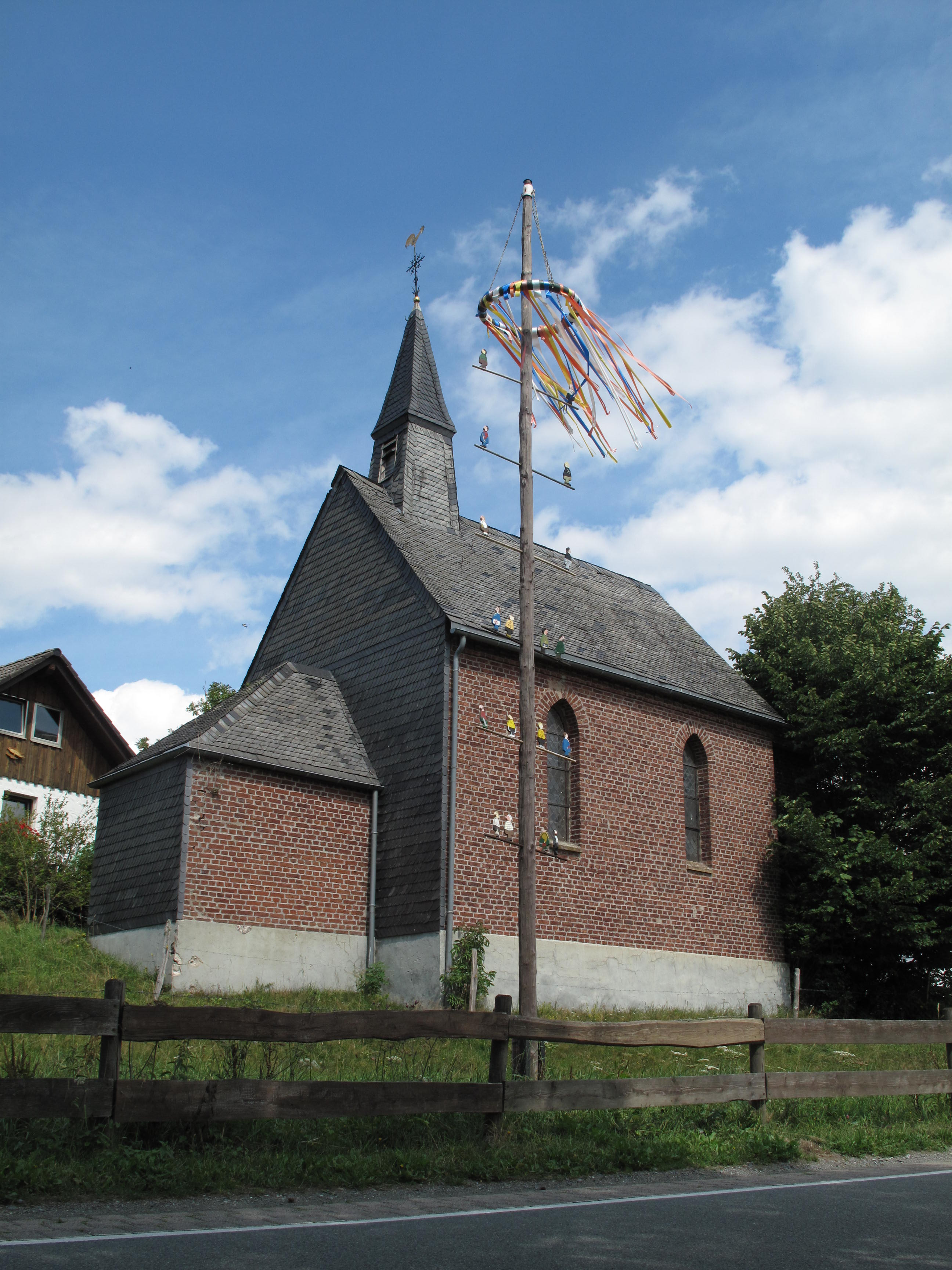
Wissinghausen, kapel
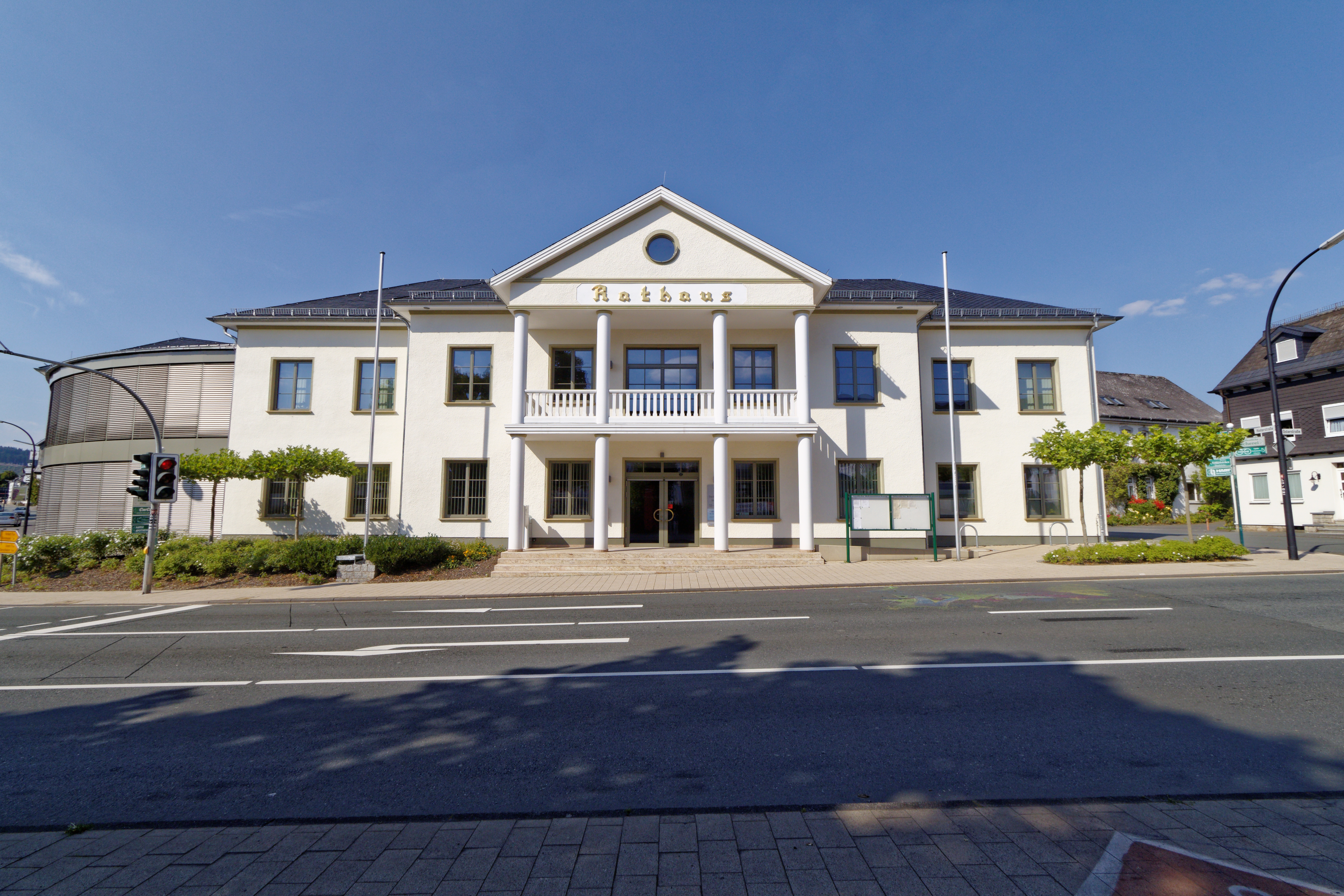
Gemeentehuis
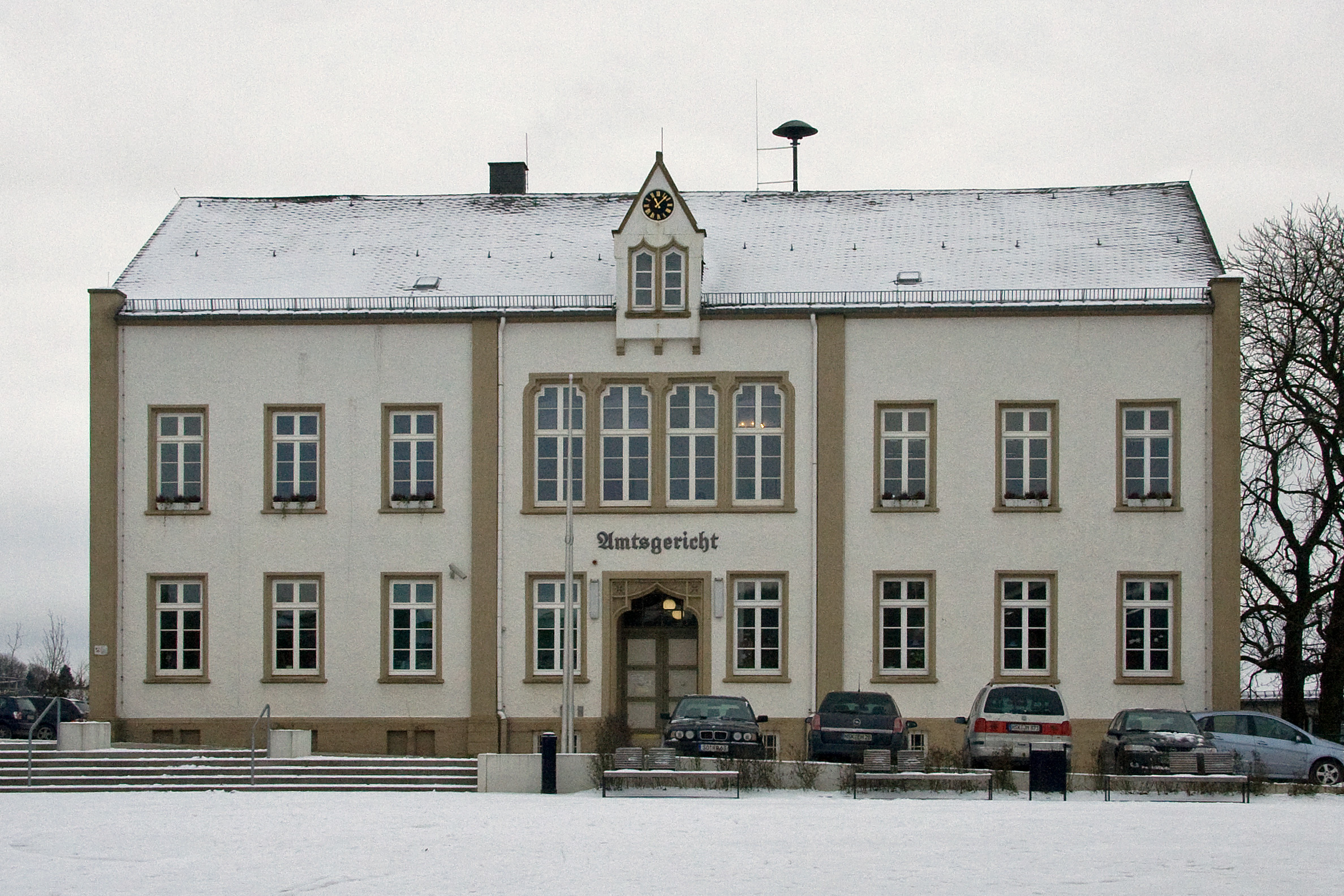
Gerechtsgebouw
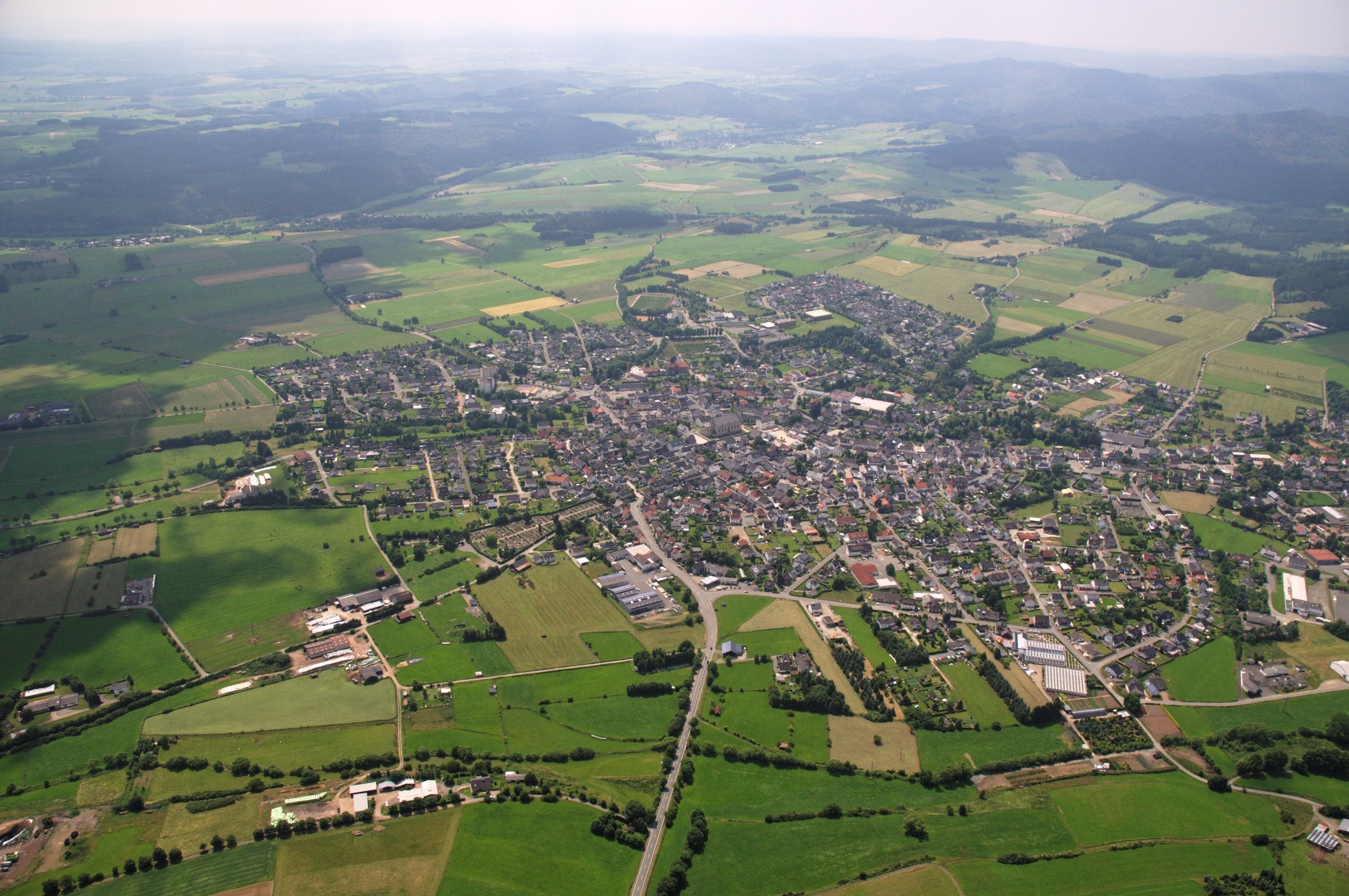
Gezicht op Medebach

Arnsberg · Bestwig · Brilon · Eslohe · Hallenberg · Marsberg · Medebach · Meschede · Olsberg · Schmallenberg · Sundern · Winterberg